# بوليميراز الرنا II

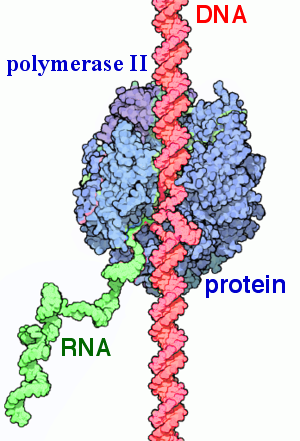
بوليميراز الرنا 2 يقوم بعملية نسخ الدنا (بالأحمر) لتصنيع الرنا قبل الرسول(بالأخضر).

بوليميراز الرنا 2 واختصارا (بول2) هو مركب بروتيني متعدد، وهو أحد إنزيمات بوليميرازات الرنا الثلاث الموجودة في نواة خلايا حقيقيات النوى. يقوم بتحفيز نسخ الدنا لتصنيع الرنا قبل الرسول ومعظم الرنا النووي الصغير والرنا الميكروي  يزن 550 كيلو دالتون ويحوي 12 وحدة فرعية، بول2 هو أكثر أنواع بوليميرازات الرنا دراسة، ويتطلب كمية كبيرة من عوامل النسخ ليرتبط بمحفز جين ضد الاتجاه ليبدأ في النسخ.

## اكتشاف
اقترحت الدراسات الأولى نوعي رنا بوليمراز كحد أدنى: واحد يقوم بتصنيع الرنا الريبوسومي في النوية والآخر يصنع الرنا في البلازما النووية وهي جزء من النواة لكن خارج النوية. في سنة 1969 اكتشف العالمان روبيرت رودير وويليم روتر بشكل أكيد بوليميراز رنا آخر كان مسؤولا عن نسخ نوع معين من الرنا في البلازما النووية، وتم الاكتشاف باستخدام استشراب التبادل الأيوني لثنائي إثيل أمينو إيثيل سيفادكس (DEAE-Sephadex). فصلت التقنية المستخدمة الإنزيمات حسب ترتيب الشطف المماثل، III ،II ،I، وذلك بزيادة تركيز كبريتات الأمونيوم، سميت الإنزيمات تبعا لترتيب الشطف بوليميراز الرنا I، بوليميراز الرنا II وبوليميراز الرنا III. أظهر هذا الاكتشاف وجود إنزيم إضافي في البلازما النووية وهو ما سمح بالتفريق بين بول2 وبول3.